# Oncidium magdalenae
Oncidium magdalenae är en orkidéart som beskrevs av Heinrich Gustav Reichenbach. Oncidium magdalenae ingår i släktet Oncidium och familjen orkidéer. Inga underarter finns listade i Catalogue of Life.